# Caversham
Caversham è un sobborgo di Reading, situato nella parte centro-meridionale dell'Inghilterra, inserito ora nella contea di Berkshire, sebbene storicamente avesse fatto parte della contea di Oxfordshire fino al 1811; si trova sulla sponda occidentale del Tamigi, di fronte a Reading, e si estende fino ai piedi delle Chilterns, le basse colline che si allungano da Goring-On-Thames a Luton.
Il villaggio presenta diverse aree conosciute come Caversham Heights, la zona residenziale sulle colline, l'area commerciale vera e propria, Lower Caversham, la zona artigianale ed industriale a sud-est ed il Caversham Park, un'altra zona residenziale a nord-est.

## Storia
Nel medioevo vi era un castello di proprietà di Guglielmo il Maresciallo, 1º conte di Pembroke e reggente del regno d'Inghilterra dopo la morte di Giovanni Senza Terra come tutore di Enrico III d'Inghilterra. Morì il 14 maggio 1219 proprio nel suo castello di Caversham ma fu sepolto, in attuazione della sua volontà nella chiesa del Tempio a Londra.
Durante lo stesso periodo a Caversham si trovavano un reliquario di Nostra Signora e una cappella di Santa Anna con un pozzo, le cui acque erano ritenute miracolose; il villaggio con i suoi luoghi sacri era meta di un grande flusso di pellegrini. Attualmente è rimasto solo il pozzo, peraltro asciutto e circondato da un muro protettivo.

## Monumenti e luoghi d'interesse
Nel XVI secolo il complesso del castello è stato sostituito dal parco di Caversham dove hanno trovato posto diverse importanti costruzioni come la casa di William Cadogan, I conte Cadogan e il BBC Monitoring del 1850. Quest'ultima è la sezione del BBC World Service che fornisce notizie e commenti raccolti dai mass media di tutto il mondo ed è anche la sede del BBC Written Archives Centre e della BBC Radio Berkshire.